# عادل خلو
عادل خلو (9 يونيو 1980) في تقرت، ولاية ورقلة في الجزائر. هو إعلامي، ومُعلق رياضي جزائري يعمل في قناة بي إن سبورتس. بدأ حياته موظفاً في وزارة المالية الجزائرية، ثم اشتغل بعدها أستاذاً جامعياً في جامعة جيجل. حصل على دبلوم المدرسة الوطنية للإدارة بين عامي 1999 و2003 ثم ماجستير في العلوم السياسية والعلاقات الدولية من جامعة الجزائر في الفترة الممتدة بين عامي 2003 و2006.